# Dystasia pygmaeola
Dystasia pygmaeola là một loài bọ cánh cứng trong họ Cerambycidae.